# Сафронов, Михаил Григорьевич
Михаил Григорьевич Сафронов (1916—1993) — советский учёный, доктор ветеринарных наук (1972), профессор (1974).
Автор более 180 научных работ по гельминтологии и по вопросам сельскохозяйственной науки в Якутии, соавтор раздела «Сельское хозяйство» в «Энциклопедии Якутии».

## Биография
Родился 24 ноября 1916 года в Мальжагарском наслеге Нюрбинского улуса. Его брат — Федот Григорьевич стал учёным-историком, доктором исторических наук.
В 1934 году окончил 6 классов школы в Мальжагарском наслеге. Окончил Московскую сельскохозяйственную академию им К. А. Тимирязева в 1941 году и Военно-ветеринарную академию РККА (ныне Военно-ветеринарный институт МО России) в 1942 году. В сентябре 1942 года был призван в Красную армию, участник Великой Отечественной и советско-японской войн, окончил войну в звании майора ветеринарной службы. После окончании войны служил по 1950 год в Военно-ветеринарной академии. Окончил заочно Новосибирский сельскохозяйственный институт (ныне Новосибирский государственный аграрный университет).
В 1950—1958 годах М. Г. Сафронов работал директором научно-исследовательской ветеринарной станции. В 1955 году защитил диссертацию на соискание ученой степени кандидата ветеринарных наук и был назначен заведующим ветеринарным отделом Якутского научно-исследовательского института сельского хозяйства (ЯНИИСХ). В 1960 году Сафронов был назначен заместителем директора ЯНИИСХ, а в 1961 году — директором ЯНИИСХ. В этом же году его назначили первым заместителем Министра сельского хозяйству Якутской АССР. В 1972 году защитил докторскую диссертацию на тему «Научно-теоретические обоснования противогельминтозных мероприятий в животноводстве Якутии». В 1986—1988 годах работал генеральным директором НПО «Якутское», до 1993 года был главным научным сотрудником, консультантом Якутского НИИСХ.
Совмещая руководство крупным институтом и научную работу с государственной и общественной деятельностью, Михаил Григорьевич Сафронов избирался депутатом VI, VII и VIII созывов Верховного Совета Якутской Якутской АССР, где был членом Президиума и председателем постоянной комиссии по сельскому хозяйству Верховного Совета ЯАССР. Также являлся членом ревизионной комиссии Якутского областного комитета КПСС, Председателем республиканского комитета защиты мира, заместителем председателя Якутского общества «Знание», членом Совета по проблемам Севера при Президиуме ВАСХНИЛ, членом редколлегии научно-популярных журналов «Земля Сибирская, Дальневосточная» и «Сибирский вестник сельскохозяйственной науки».
Умер 16 апреля 1993 года в Якутске.
В декабре 2016 года была проведена Первая республиканская научно-практическая конференция «Сафроновские чтения», посвященная 100-летию М. Г. Сафронова.

## Заслуги
- Был награждён орденами Отечественной войны II степени (1985) и двумя орденами «Знак Почёта» (1966, 1971), а также медалями, в числе которых золотая медаль ВДНХ СССР.
- Заслуженный ветеринарный врач Якутской АССР (1962).